# Île Ikerasak
Ikerasak (en Groenlandais : Ikerasaap qeqertaq), est une île du nord-ouest du Groenland. Elle fait partie de la municipalité de Qaasuitsup.

## Description

Localisation de l'île.

De forme ovale du sud-est au nord-ouest, elle s'étend sur près de 50 km de longueur. Elle est séparée au sud de l'île Talerua par le détroit d'Ikarasanguaq et de la péninsule de Nuussuaq par le fjord Ikerasak. Au nord-est le détroit d'Ikarasanguaq la sépare de la péninsule continentale Drygalski et au nord-ouest, le bras central du fjord Uummannaq la sépare de l'île Salliaruseq. 

### Établissement
Ikerasak à l'extrême sud-est de l'île en est le seul village.